# 德努茨·卢普
德努茨·卢普（羅馬尼亞語：Dănuț Lupu，1967年2月27日—），罗马尼亚前男子足球运动员，司职中场。他曾代表罗马尼亚国家队参加1990年国际足联世界杯，结果队伍止步十六强。